# Vacrothele digitata
Vacrothele digitata is een spinnensoort uit de familie Macrothelidae. De soort komt voor in China.